# Jeannette Altherr
Jeanette Altherr (Heidelberg, Alemanya, 1965) és una dissenyadora alemanya resident a Barcelona.
El 1989, després d'haver estudiat disseny industrial a Darmstadt, es trasllada a Barcelona per continuar la seva formació.
És la fundadora, junt amb el dissenyador Alberto Lievore i l'interiorista i dissenyador industrial Manel Molina, de l'estudi Lievore Altherr Molina, fundat el 1991. L'estudi es dedica al disseny de producte, consultoria i direcció d'art de diverses empreses, oferint solucions individualitzades.
És reconegut tant pels dissenys de mobiliari, productes i envasos com per la intensa activitat docent en seminaris i cursos de formació. Ha dut a terme projectes a Espanya, Itàlia, Alemanya i els Estats Units per diverses empreses tals com Arper, Arruti, Bellato, Bernhardt, Dona, Metalarte, Sellex, Sunroller, Tacchini, Verzelloni, etc.
Guardonat el 1999 amb el Premi Nacional de Disseny, l'estudi ha rebut nombrosos premis entre els quals destaquen diversos Delta d'Or i Plata.
S'han realitzat diverses mostres a Barcelona, Colònia, Chicago, Estocolm, Hèlsinki, Lisboa, Londres, Louisiana, Madrid, Malmö, Milà, Nova York, París i Tòquio.